# Mann (Rapper)

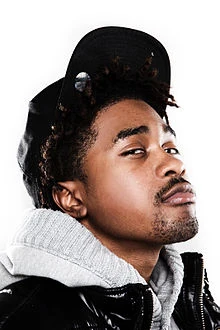
Mann, 2024

Mann (* 17. Juli 1991 in Los Angeles; bürgerlich: Dijon Thames Shariff) ist ein US-amerikanischer Rapper.

## Karriere
Mann wuchs in Los Angeles auf. Um ihn von der Straße fernzuhalten, versuchte ihn seine allein erziehende Mutter ab fünf Jahren beim Film und Theater unterzubringen. Er spielte kleinere Rollen in Filmen und in der Werbung, er besuchte das Schauspielinstitut Amazing Grace Conservatory und trat in Theaterstücken auf. Später an der Hamilton High School belegte er Tanz und Schauspiel. Daneben gründete er mit Freunden die Hip-Hop-Crew La Boyz. Mit nur 14 Jahren begannen sie, mehrere Mixtapes zu produzieren. Man wurde auf ihn aufmerksam und er durfte bei Auftritten von Rappern wie Glasses Malone, Pharoahe Monch und The Game im Vorprogramm auftreten.
Bei einem Showauftritt wurde er vom Talentsucher Jamie Adler entdeckt. Er wurde von J. R. Rotem unter Vertrag genommen und bekam einen Vertrag beim Label Epic. Er veröffentlichte mit knapp 17 Jahren eine erste Single Ghetto Girl mit Sean Kingston als Mitwirkendem. Der veröffentlichte jedoch zeitgleich eine eigene Single und so ging Manns Aufnahme unter.
Der Vertrag mit Epic wurde gelöst, aber nur kurze Zeit später kam er beim renommierten Label Def Jam in New York unter. Seine erste Single bei dem neuen Label war 2010 Text, eine Zusammenarbeit mit Jason Derulo, die aber weitgehend unbeachtet blieb. Die zweite Veröffentlichung Buzzin’ war dagegen deutlich erfolgreicher, erreichte Platz 13 der US-Rapcharts und kam auch in die offiziellen Singlecharts. Noch besser war das Lied in Großbritannien, wo es in die Top 10 kam. Das Lied entstand mit Unterstützung von 50 Cent und enthält ein markantes Sample von I Can't Wait von den Nu Shooz.
Im Jahr darauf erschien das Debütalbum von Mann mit dem Titel Mann's World. Dazu erschien vorab das Stück The Mack, bei dem Snoop Dogg und Iyaz mitwirkten. Allerdings konnte er sich in seiner Heimat damit nicht platzieren. In Großbritannien dagegen kamen sowohl Single als auch Album in die Charts.

## Diskografie

### Studioalben
| Jahr | Titel        | Höchstplatzierung, Gesamtwochen, AuszeichnungChartsChartplatzierungen (Jahr, Titel, Platzierungen, Wochen, Auszeichnungen, Anmerkungen) | Anmerkungen                     |
| Jahr | Titel        | UK | Anmerkungen                     |
| ---- | ------------ | --- | ------------------------------- |
| 2011 | Mann’s World | UK67 (1 Wo.)UK | Erstveröffentlichung: Juli 2011 |

### Singles
| Jahr | Titel Album                 | Höchstplatzierung, Gesamtwochen, AuszeichnungChartplatzierungen (Jahr, Titel, Album, Platzierungen, Wochen, Auszeichnungen, Anmerkungen) | Höchstplatzierung, Gesamtwochen, AuszeichnungChartplatzierungen (Jahr, Titel, Album, Platzierungen, Wochen, Auszeichnungen, Anmerkungen) | Anmerkungen                 |
| Jahr | Titel Album                 | UK | US | Anmerkungen                 |
| ---- | --------------------------- | --- | --- | --------------------------- |
| 2008 | Ghetto Girl –               | — | — | featuring Sean Kingston     |
| 2010 | Text Mann’s World           | — | — | featuring Jason Derulo      |
| 2010 | Buzzin (Remix) Mann’s World | UK6 Gold · (17 Wo.)UK | US61 (11 Wo.)US | featuring 50 Cent           |
| 2011 | The Mack Mann’s World       | UK28 (8 Wo.)UK | — | featuring Snoop Dogg & Iyaz |

### Gastbeiträge
- 2011: Music Sounds Better with U (Elevate; Erstveröffentlichung: 1. November 2011; Big Time Rush featuring Mann)